# Stargard-Cüstriner Eisenbahn

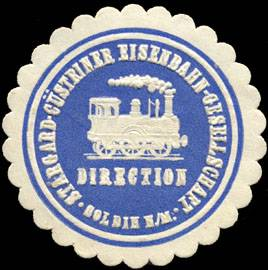
Siegelmarke der Stargard-Cüstriner-Eisenbahn-Gesellschaft

Die Stargard–Cüstriner Eisenbahn-Gesellschaft (SCE) wurde 1881 in Cüstrin an der Oder im Osten der Provinz Brandenburg gegründet. Am Kapital beteiligten sich der Preußische Staat, die Provinzen Brandenburg und Pommern sowie Kreise und Städte.
Ihr Ziel war, es Stargard, die Hauptstadt des pommerschen Kreises Saatzig, die schon seit 1846 durch die Berlin-Stettiner Eisenbahn-Gesellschaft mit Stettin und seit 1859 mit Kolberg und Köslin an der Ostseeküste verbunden war, nun auch in südlicher Richtung mit dem Knotenbahnhof Cüstrin-Vorstadt an der Ostbahn zu verbinden.
Zugleich sollte über die Nachbarkreisstadt Pyritz in der Landschaft Weizacker und die Stadt Soldin in der Neumark eine landwirtschaftlich bedeutsame Gegend erschlossen werden. Außerdem konnte die Strecke den Durchgangsverkehr aus Hinterpommern nach Brandenburg und Schlesien aufnehmen.
Die normalspurige Sekundärbahn war 98 km lang und wurde am 31. August 1882 eröffnet. Schon im folgenden Jahr, am 31. Oktober 1883, zweigte in Glasow – 8 km nordöstlich von Soldin – eine 19 km lange Nebenbahn nach Berlinchen ab, die am 7. August 1898 um weitere 28 km bis Arnswalde an der Stargard-Posener Eisenbahn-Gesellschaft verlängert wurde. Der Erste Abschnitt war von der „Glasow-Berlinchener Eisenbahn-Gesellschaft“ (GBE) gebaut worden, den Betrieb führte aber die SCE, die später auch die GBE aufkaufte. 
Das Netz der SCE wurde am 8. Januar 1899 noch um 47 km durch eine Querverbindung von Pyritz nach Jädickendorf in der Neumark erweitert, von wo u. a. eine direkte Strecke nach Berlin über Wriezen abging. Im Zuge ihrer Verstaatlichungspolitik übernahm die Preußische Staatsbahn am 1. April 1903 die Strecken der SCE.